# 相模線
相模線（さがみせん）は、神奈川県茅ヶ崎市の茅ケ崎駅と同県相模原市緑区の橋本駅を結ぶ、東日本旅客鉄道（JR東日本）の鉄道路線（幹線）である。

## 概要
東海道本線の茅ケ崎駅から相模川に沿って北へ向かう路線である。南側は相模川の東岸沿いを通り、北側は相模原台地の西側を築堤や切通しの連続で登り詰める。元は相模鉄道（法人としては現在の相鉄ホールディングス）の路線であったが、東海道本線と中央本線とを結ぶバイパス路線として後に国有化された。過去には支線として、1931年に廃止された寒川駅から川寒川駅への支線（通称：川寒川支線）と、1984年に廃止された寒川駅から西寒川方面への支線（通称：西寒川支線、寒川支線。「西寒川駅」の記事も参照）があった。
路線名の「相模」は相模鉄道に由来するもので、旧国名に直接由来するものではない。相模鉄道が神中鉄道を吸収合併した際に、相模鉄道の路線（相模鉄道相模線、現在のJR相模線）と旧 神中鉄道の路線（相模鉄道神中線、現在の相鉄本線と相鉄厚木線）を区別するためにつけられた「相模線」の名称を踏襲している。
「がみ線」という通称がある。
全線が旅客営業規則の定める「東京近郊区間」、およびIC乗車カード「Suica」の首都圏エリアに含まれている。旅客案内や車体に使用されるラインカラーは相模川をイメージした濃い水色（■）である。
終点である橋本駅がリニア中央新幹線の停車駅（神奈川県駅）となる予定であることや、寒川町倉見地区への東海道新幹線相模新駅の誘致が絡み、抜本的な輸送力増強策として地元自治体から列車行き違い施設設置や複線化などの要望があるが、莫大な費用がかかることが予想されるため、JR東日本からの具体的な動きはない。

### 路線データ
- 管轄・路線距離（営業キロ）
  - 東日本旅客鉄道（第一種鉄道事業者）
    - 茅ケ崎駅 - 橋本駅間：33.3km

  - 日本貨物鉄道（第二種鉄道事業者）
    - 茅ケ崎駅 - 厚木駅間：14.2km
- 軌間：1,067mm
- 駅数：18（起終点駅含む）
  - 相模線所属駅に限定する場合、起終点駅（茅ケ崎駅は東海道本線、橋本駅は横浜線の所属[6]）が除外され、16駅となる。
- 複線区間：なし（全線単線）
- 電化区間：全線（直流1,500V）
- 閉塞方式：自動閉塞式（特殊）
- 保安装置：ATS-P[2]
- 最高速度：85km/h
- 運転指令所：橋本CTCセンター
  - 運転取扱駅（駅が信号を制御）：茅ケ崎駅
  - 準運転取扱駅（入換時は駅が信号を制御）：厚木駅・橋本駅
- 最小曲線半径：107m（茅ケ崎駅 - 北茅ケ崎駅間の1か所）

全線が横浜支社の管轄である。

## 歴史
相模線は、神奈川県中央部を縦貫して東海道線と中央線を連絡することと、相模川で採取した砂利の輸送を目的として建設された路線である。相模鉄道（法人格としては現在の相鉄ホールディングス）によって建設され、1921年（大正10年）9月に最初の区間として茅ケ崎駅 - 寒川駅と砂利運搬用の支線 寒川駅 - 川寒川駅間が開業。1922年（大正11年）5月には砂利運搬用の支線 寒川駅 - 四之宮駅間、1926年（大正15年）7月には寒川駅 - 倉見駅 - 厚木駅間、1931年（昭和6年）4月29日に橋本駅までの全区間が開業した。しかし太平洋戦争中の1944年（昭和19年）6月に、茅ケ崎駅 - 橋本駅間と、相模海軍工廠とつながっている支線の寒川駅 - 四之宮駅間が戦時買収私鉄として国有化された。相模線を国有化した理由は、戦時体制のもと、都心が攻撃された場合に備え八高・横浜・相模線の迂回ルートを確保するためであった。戦後には元の運営者である相模鉄道への払い下げや、国鉄分割民営化の前には相模鉄道への譲受を検討したこともあったが、国鉄分割民営化時には営業係数が400に近かったため条件が折り合わず破談となった（詳細は「相模鉄道#いずみ野線の建設と大手私鉄認定」を参照）。
相模線は、高度経済成長後の1980年代になって沿線がベッドタウン化し、現在のような運行形態が取られるようになったが、それまでは沿線人口は少なく、1960年代の沿線都市人口は相模原市の約20万人が最大で、沿線第3の都市であった厚木市でさえ8.9万人に過ぎなかった。さらに相模川の砂利採掘が禁止された1960年頃には貨物輸送も激減し、1971年度の収支係数は374と、関東地方の国鉄線の中では鹿島線の634、木原線の459に次ぐ第3位の赤字路線であり、これは現在第三セクター化されている足尾線の361や真岡線の345よりも悪く、1968年（昭和43年）に「赤字83線」に選定され廃止対象とされた烏山線の265を遥かに下回っていた。このような経営状況にもかかわらず、相模線は1970年（昭和45年）12月21日の日本国有鉄道諮問委員会報告書において一地方ローカル線としては破格の幹線系線区に区分され、これが翌年明るみに出ると、専門家の間ではこれを疑問視する声も聞かれた。相模線はこのように関東有数の赤字路線であったにもかかわらず、近隣の座間市にあった日産自動車座間工場で生産された自動車を輸送する路線として、またベッドタウンの足として位置付けられ、国の資本が投下され続けた（とはいえ非電化であり、全線電化していた相模鉄道の現存路線との差も明らかだった）。このため、この事情を知る専門家からは「一部独占資本に奉仕する国鉄」と囁かれていた。
相模線は1987年（昭和62年）国鉄分割民営化でJR東日本の路線となり、1991年（平成3年）には全線が電化され、当線のために新製された当時では最新型の車両（205系500番台）が投入された。電化によるスピードアップ、およびダイヤ改正による運行本数の増加（約1.5倍）、海老名駅の開業（1日乗車人数9千人前後）、横浜線への直通運転の復活などで利便性向上が図られ、また京王相模原線の橋本駅乗り入れや沿線のベッドタウン化など周辺環境の変化もあって通勤通学での利用客が増加し、現在は通勤・通学路線として定着しているものの、東海道線や中央線とは異なり旅客流動が都心とは無関係のため、周辺他線と比較すれば圧倒的に乗客が少ない。

### 相模鉄道

#### 開業前

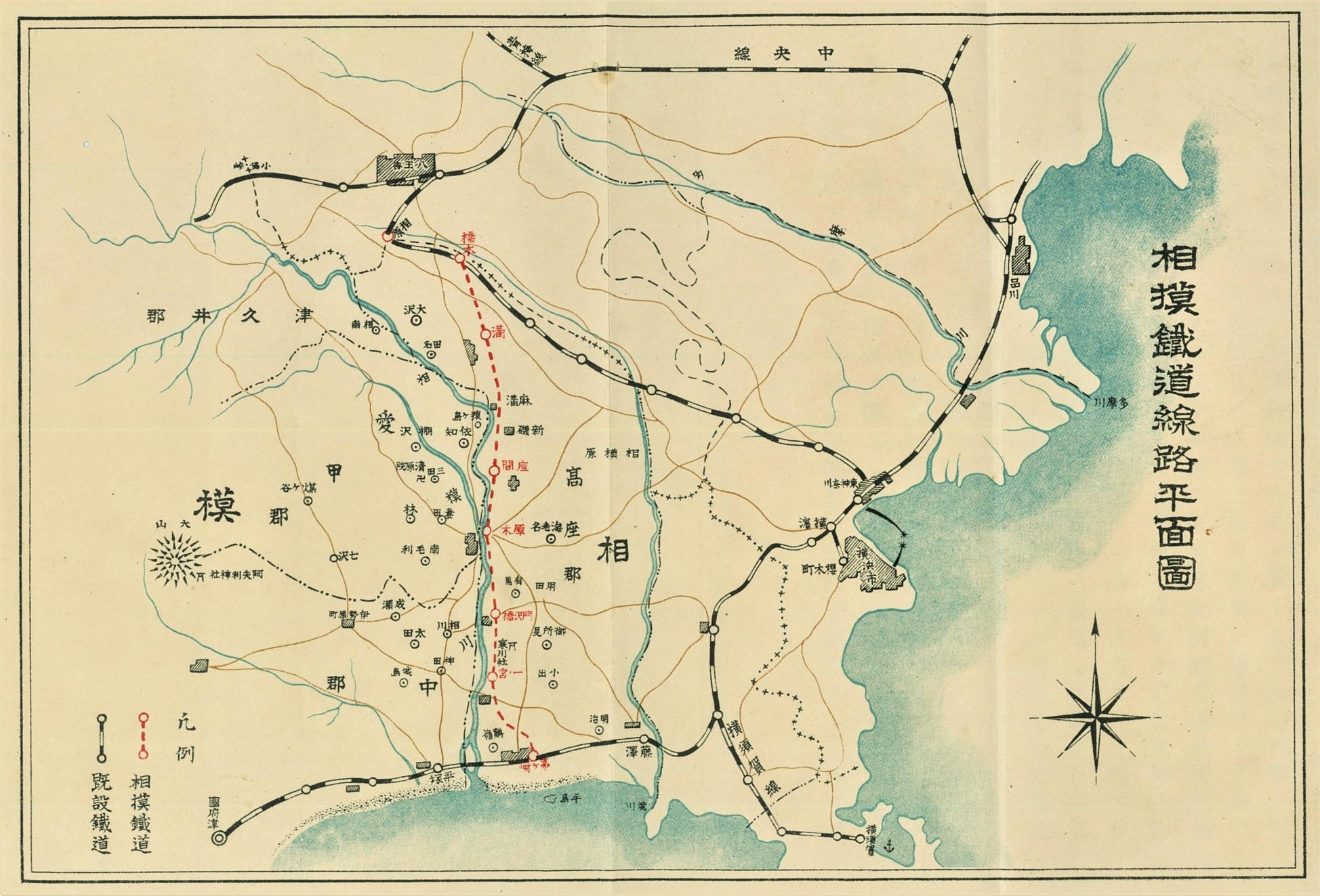
「相模鉄道株式会社発起趣意書」（大正6年）に掲載された計画路線図

- 1915年（大正4年）：相模軽便鉄道として会社設立が計画され、10月21日に最初の定款が作成される。当初の計画では、茅ケ崎 - 寒川 - 厚木 - 原当麻 - 久保沢（城山町）付近 - 相原を通る路線であった。
- 1916年（大正5年）6月26日：相模鉄道の発起人鳥越金之助（元帝国鉄道庁技師）ほか21名に対して茅ケ崎 - 相原間の軽便鉄道敷設免許が交付される[12]。
- 1917年（大正6年）12月18日：相模鉄道の創立総会が高座郡茅ヶ崎町茅ヶ崎の伊藤里之助（当時の茅ヶ崎町長）宅にて開催。資本金は60万円、本社所在地は茅ヶ崎町茅ヶ崎5573-2に置かれた。
  - 初代社長に日米富士自転車創業者で衆議院議員でもあった岡崎久次郎[13]が就任
- 1918年（大正7年）1月4日：相模鉄道株式会社の設立登記がされる。
- 1919年（大正8年）
  - 7月10日：相模鉄道が日本鋼管との間に軌条約8km分の購入契約を結ぶ。
  - 7月11日：国鉄茅ケ崎駅付近（茅ケ崎駅を出て左カーブの左側）に本社事務所と機関庫が完成。
  - 7月19日：寒川 - 川寒川間の砂利採取支線の敷設許可がおりる。
  - 7月22日：砂利採取、販売兼営認可がおりる。
  - 当時は、手掘りにて砂利を採取し、鉄道開通以前であったため、狭い専用線を茅ヶ崎から敷設して、トロッコに積んで馬力で茅ヶ崎停車場に運搬し、ここから東海道線の貨車に積み替えて目的地まで運ぶというものであった[14]。敷設された専用線は、鉄道用地ではなく県道を借用していたとの記述もある。
  - 11月10日：一期工事の土木工事の入札が行われる。
  - 11月21日：香川駅停車場予定地付近にて軌道敷設起工式を開催。線路予定地から反対運動も起き、さらに鋼材が高騰し資金不足で会社設立から起工式まで2年もかかった。
- 1920年（大正9年）
  - 1月10日：茅ケ崎駅への乗り入れ連絡が承認される。乗り入れ工事は鉄道院によって施工。
  - 5月末：乗り入れ工事完成。工事期間中に茅ヶ崎停車場共同使用願及び連帯輸送開始願を鉄道院に提出。
  - 7月：砂利の採取地を寒川村一之宮、宮山及び神田村田村（現在の平塚市田村）と決める。
- 1921年（大正10年）
  - 5月29日：茅ケ崎駅 - 寒川駅間5.0kmにて試運転。貨車3両を連結して寒川駅 - 川寒川駅間試運転。開業に向け、鉄道省からテンダー式蒸気機関車4両、4輪客車2両、4輪無蓋車11両、4輪緩急車3両の計18両の払い下げを受けた（以上のように書かれた資料もあるが、当時の話では2両しか機関車がなかった〈1924年参照〉とされ、払い下げが記述通りに行われたのか、記憶違いかは不明）。
  - 9月12日：鉄道係員服務規則、鉄道係員懲罰規定、旅客及び貨物運輸規則、貨物運賃及び料金規則、貨物営業マイル程、運賃割引準則、増運賃規則、列車運転時刻などの諸規則が認可される。
  - 9月20日：開通を目前に岡崎久次郎をはじめ役員のほとんどが退任。草津軽便鉄道の別府藤馬[15]が代表取締役となる[16][17]。

#### 開業後
- 1921年（大正10年）9月28日：相模鉄道線 茅ケ崎駅 - 川寒川駅間（4.0mi.≒6.44km）が開業[18]。香川駅・寒川駅・川寒川駅が開業。当時は28kgレールを使用していた。
- 1922年（大正11年）5月10日：砂利支線（貨物線・後の西寒川支線）寒川駅 - 四之宮駅間（1.2M≒1.93km）が開業。四之宮駅が開業[19]。
- 1923年（大正12年）
  - 2月5日：東河原駅（のちの西寒川駅）が開業（貨物営業）[20]。
  - 9月1日：関東大震災が発生し、復旧工事のため約1か月間不通となる。
- 1924年（大正13年）
  - 3月28日：会社定款を一部変更し、軽便鉄道から地方鉄道法による鉄道に変更。
- 「大正12・13年頃の機関区には機関士3人、機関助手3人、技工1人、炭水夫1人、主任1人しかいなかった。機関車も101号と102号の2両しかなく、その2両で寒川まで運行していた」と相模鉄道社内報（1977年10月）に当時の話として載っている。
- 1925年（大正14年）
  - 2月8日：投資家の南俊二が社長に就任。
  - 7月8日：茅ケ崎駅 - 寒川駅 - 四之宮駅間に対する政府補助金の申請が許可される。この前後に茅ケ崎駅構内に機関庫1棟、川寒川駅・四之宮駅に貨物扱所、寒川駅 - 川寒川駅間の四之宮分岐点に信号所などが新設される。
  - 7月：自社施設として汐留駅に砂利荷揚場が新設。震災復興資材として砂利供給の拠点となった。
- 1926年（大正15年）
  - 1月25日：寒川駅 - 厚木駅間の起工式開催。工区は2区に分けられ倉見駅までを先行工区とし、併せて厚木駅までの線路用地及び停車場用地の買収も進めた。
  - 4月1日：寒川駅 - 倉見駅間（2.3mi.≒3.70km）が延伸開業。倉見駅が開業（旅客営業のみ貨物営業開始は7月15日）[21]。
  - 7月15日：倉見駅 - 厚木駅間（3.7mi.≒5.95km）が延伸開業。のちに合併する神中鉄道の二俣川駅まで直通運転を開始。社家駅・厚木駅が開業[22]。
  - 7月30日：厚木駅 - 橋本駅間の工事起工式開催。
  - 11月：工事区間の用地買収・全補償問題完了。
- 1927年（昭和2年）4月1日：資本金を増資。目的には、茅ケ崎駅 - 寒川駅間の複線化、28kgレールを30kg以上へのレール交換などが含まれていた[23]。
- 1929年（昭和4年）
  - 11月：厚木起点5.6km以北から橋本駅までの区間で軌条敷設・橋本駅連絡工事、通信設備、駅などの諸工事が完了。[24]
- 1930年（昭和5年）
  - 4月：厚木起点から5.6kmまでの区間で、軌条敷設・砂利散布・つき固め工事が完了[24]。
  - 4月1日 マイル表示からメートル表示に変更（茅ケ崎駅 - 厚木駅間 9.1mi.→14.6km、寒川駅 - 川寒川駅間 0.9mi.→0.9km、寒川駅 - 四之宮駅間 1.2mi.→2.0km）。
- 1931年（昭和6年）
  - 1月30日：厚木駅 - 橋本駅間の工事が完成するも工事代金未払いのため引き渡しを受けられず、日本興業銀行から借入支払いを行う[24]。
  - 4月29日：厚木駅 - 橋本駅間 (18.7km) 延伸開業し全通。上今泉停留場（現在の井戸坂踏切橋本側にあたる）・座間新戸駅（現在の相武台下駅）・下溝駅・原当麻駅・上溝駅（現在の番田駅）・相模横山駅（現在の上溝駅）・作ノ口停留場が開業[25]。
  - 6月19日：南俊二が投資に失敗し相模鉄道株を売却したため社長を退任[26]。次に就任した登坂小三郎は元鉄道院理事で横荘鉄道取締役であり同年に山梨電気鉄道社長に就任している[27]
  - 7月1日：宮山停留場・門沢橋停留場・本座間停留場が開業。
  - 11月1日：貨物支線 寒川駅 - 川寒川駅間 (0.9km) が廃止。川寒川駅が廃止[28]。
- 1932年（昭和7年）
  - 5月：原当麻駅 - 橋本駅間に対して鉄道省から補助金の交付を受ける。昭和6年度上期から欠損があり、日本興業銀行に対する未払い利息が25万9300円に達するほど経営状況が悪化していた。
  - 6月：ガソリン自動客車を導入。導入当時の話として「ボディーが高く、すぐに脱線してしまう。寒川駅の分岐点から少しでも入ると脱線してしまう。これではとても本線を走ることができない、何度やっても脱線する。そこで、機関区でボディーの高さを2センチほど低くしたら脱線しなくなった。」と相模鉄道社内報（1977年10月）に当時の話として載っている。
  - 6月1日：円蔵停留場・上磯部停留場が開業。
  - 11月1日：中新田停留場・大河原停留場（現在の南橋本駅）が開業。
- 1935年（昭和10年）
  - 6月23日：貨物停車場として入谷駅が開業。
  - 8月20日：座間新戸駅構内側線が1.0km延長。
  - 10月16日：重油動力併用認可を受ける。
  - 11月2日：汽車製造会社と共同開発の日本初の電気式気動車キハ1000形流線型ディーゼル電動客車を購入、軽油を燃料に茅ケ崎駅 - 橋本駅間で運転を開始。
  - 11月7日届出：相模横山駅が本上溝駅に改称。
  - 12月24日：国鉄横浜線に乗り入れ、八王子駅までの直通運転の承認を受ける[29]。
- 1936年（昭和11年）1月15日：国鉄八王子駅へ直通運転開始。同時に運転本数を増やし、スピードアップを行う[29]。
- 1937年（昭和12年）：厚木駅構内に小田急連絡線（小田急独身寮 - 坂本祭典間にあたる）が設置される。
- 1938年（昭和13年）10月1日：座間新戸駅が陸士前駅に改称[30]。
- 1939年（昭和14年）10月1日届出：東河原駅が昭和産業駅に改称。
- 1940年（昭和15年）
  - 月日不明：大河原停留場が相模町停留場に改称。
  - 2月1日：日東駅（現在の北茅ケ崎駅）が開業。
  - 4月20日：寒川駅 - 昭和産業駅間の旅客営業を開始[31]。
  - 11月1日：陸士前駅が座間町駅に改称[32]。
  - 11月15日：座間町駅が相武台下駅に改称[32]。
  - 11月25日：円蔵停留場が移転。
- 1941年（昭和16年）
  - 3月3日：香川台停留場が開業。
  - 4月1日届出：相模町停留場が駅に変更。
  - 6月30日：東京横浜電鉄社長の五島慶太が相模鉄道の社長に就任し、本路線が東急傘下となる[33]。
- 1942年（昭和16年）4月：海軍が昭和産業の工場を買収。当線での軍需輸送が始まる。
  - 10月30日届出：昭和産業駅が四之宮口駅に改称。
- 1943年（昭和18年）
  - 4月1日：東急の主導により神中鉄道と相模鉄道が合併し、相模鉄道相模線となる。
  - 4月：相模海軍工廠が発足し、さらに軍事輸送が本格化する。
  - 10月1日：香川台停留場、中新田停留場、上今泉停留場、上磯部停留場、作ノ口停留場休止。
- 1944年（昭和19年）
  - 1月21日：陸運統制令により運輸通信省との間に買収協定を締結する。買収は茅ケ崎駅 - 橋本駅間および寒川駅 - 四之宮駅間の35.3kmで、その価格は390万円であった。

| 年度 | 輸送人員（人） | 貨物量（トン） | 営業収入（円） | 営業費（円） | 営業益金（円） | その他益金（円）        | その他損金（円）              | 支払利子（円） | 政府補助金（円） |
| ---- | -------------- | -------------- | -------------- | ------------ | -------------- | ----------------------- | ----------------------------- | -------------- | ---------------- |
| 1921 | 40,714         | 38,097         | 21,743         | 30,110       | ▲ 8,367        |                         |                               |                |                  |
| 1922 | 81,044         | 104,019        | 63,897         | 49,504       | 14,393         |                         |                               |                |                  |
| 1923 | 68,755         | 191,164        | 109,529        | 66,384       | 43,145         | 砂利業11,176            | 3,789                         | 24,931         |                  |
| 1924 | 86,487         | 339,383        | 195,960        | 108,518      | 87,442         |                         | 兼業雑損111,092 償却金77,794  | 18,905         |                  |
| 1925 | 86,487         | 339,383        | 195,960        | 108,518      | 87,442         |                         | 兼業雑損111,092 償却金77,794  | 18,905         |                  |
| 1926 | 251,872        | 932,841        | 529,625        | 218,737      | 310,888        | 砂利採取6,013           | 雑損2,644 償却金13,000        | 31,797         |                  |
| 1927 | 294,569        | 1,040,889      | 605,195        | 306,641      | 298,554        | 額面超過益その他 87,244 | 雑損その他18,742 償却金20,000 | 73,834         |                  |
| 1928 | 277,861        | 1,190,779      | 661,518        | 338,691      | 322,827        | 砂利採取業10,252        | 償却金40,000                  | 71,049         |                  |
| 1929 | 254,539        | 1,195,097      | 682,029        | 346,860      | 335,169        | 砂利採取業435           | 雑損2,810                     | 31,980         |                  |
| 1930 | 180,825        | 667,282        | 403,858        | 248,109      | 155,749        | 砂利採取業143           |                               | 18,424         |                  |
| 1931 | 192,529        | 316,755        | 229,121        | 174,417      | 54,704         |                         | 砂利採取98,810 雑損4,118      | 95,739         |                  |
| 1932 | 279,852        | 340,687        | 252,470        | 165,089      | 87,381         |                         | 雑損158,165 砂利業113,792     | 145,407        |                  |
| 1933 | 332,983        | 331,843        | 393,402        | 143,742      | 249,660        |                         | 雑損12,918 砂利業57,117       | 131,875        | 68,513           |
| 1934 | 366,029        | 363,907        | 258,924        | 151,824      | 107,100        | 砂利業3,356             | 雑損7,921                     | 73,878         | 80,303           |
| 1935 | 381,206        | 366,445        | 247,232        | 165,963      | 81,269         |                         | 砂利業8,676 雑損償却金17,598  | 72,270         | 128,488          |
| 1936 | 445,822        | 459,965        | 297,352        | 199,443      | 97,909         | 砂利自動車業41,054      | 雑損償却金45,748              | 85,951         |                  |
| 1937 | 514,684        | 491,526        | 322,231        | 228,816      | 93,415         | 自動車砂利業67,806      | 雑損償却金22,793              | 83,225         |                  |
| 1939 | 841,665        | 706,746        |                |              |                |                         |                               |                |                  |
| 1941 | 1,473,227      | 645,662        |                |              |                |                         |                               |                |                  |

### 国有化後
- 1944年（昭和19年）6月1日：戦時買収私鉄に指定され国有化、運輸通信省鉄道総局の管轄の相模線となる[35]。
  - 停留場が駅に変更。日東駅が北茅ケ崎駅に、上溝駅が番田駅に、本上溝駅が上溝駅に、相模町駅が南橋本駅に、四之宮口駅が西寒川駅に改称。円蔵停留場・本座間停留場・香川台停留場・中新田停留場・上今泉停留場・上磯部停留場・作ノ口停留場が廃止。四之宮駅 - 西寒川駅間が廃止 (-0.5km)。厚木駅が茅ケ崎方に0.4km、原当麻駅が茅ケ崎方に0.3km移転など一部で改キロ。
- 1946年（昭和21年）4月25日：社家駅 - 厚木駅間に山王原信号場が開設。
- 1949年（昭和24年）
  - 3月2日：山王原信号場が廃止。
  - 6月1日：日本国有鉄道が発足。
- 1954年（昭和29年）10月1日：寒川駅 - 西寒川駅間の旅客営業が廃止。1946年頃から旅客列車の運転はなかった。
- 1956年（昭和31年）3月5日：キハ10形4両が茅ヶ崎機関区に新製配置。
- 1957年（昭和32年）：茅ヶ崎機関区煤煙問題で神奈川県が国鉄に抗議を行う（問題そのものは戦後からあった）
- 1958年（昭和33年）6月5日：ダイヤ改正で相模線の客車列車がなくなり、全てディーゼル化される[注釈 3][36]
- 1958年（昭和33年）9 - 10月：キハ20形6両が茅ヶ崎機関区に新製配置。
- 1960年（昭和35年）11月15日：寒川駅 - 西寒川駅間の旅客営業再開[37]。
- 1961年（昭和36年）4月1日：相模線管理所が発足。
- 1964年（昭和39年）：相模川での砂利採取が禁止になる。
- 1965年（昭和40年）
  - 翌1966年（昭和41年）にかけてキハ30形5両が茅ヶ崎機関区に新製配置。
  - 夏：茅ヶ崎機関区でこれまで相模線や東海道線で貨車・客車などの牽引、入換作業に従事してきた蒸気機関車の引退式。
- 1966年（昭和41年）3月25日：蒸気機関車運転廃止。この時点では貨物列車や入換作業のみに使用されていた。国鉄から蒸気機関車の営業列車がなくなる9年前のことである。
- 1969年（昭和44年）：相模線の担当機関区が茅ヶ崎から八王子に移管された。
- 1981年（昭和56年）4月29日：相模線全線開通から50年目をむかえ、記念のヘッドマークを掲出。
- 1982年（昭和57年）7月27日：キハ20 56の廃車により、当線所属の気動車は35系にて統一される。
- 1984年（昭和59年）3月31日：寒川駅 - 西寒川駅間支線廃止に伴うさよなら列車が寒川駅 - 西寒川駅間で運転。支線 寒川駅 - 西寒川駅間 (1.5km) が廃止[38]。西寒川駅が廃止[39]。
- 1986年（昭和61年）3月3日：ダイヤ改正で試行列車として運転されていた22本が定期列車になる。
  - キハ30 25・49を皮切りに朱色一色からクリームと青の相模線カラーに塗装変更された。相模線の担当機関区が八王子から茅ヶ崎に戻された。
- 1987年（昭和62年）3月21日：海老名駅が開業。厚木駅 - 相武台下駅間の閉塞方式が通票閉塞式[注釈 4]から自動閉塞式（特殊）に変更。

### 民営化後

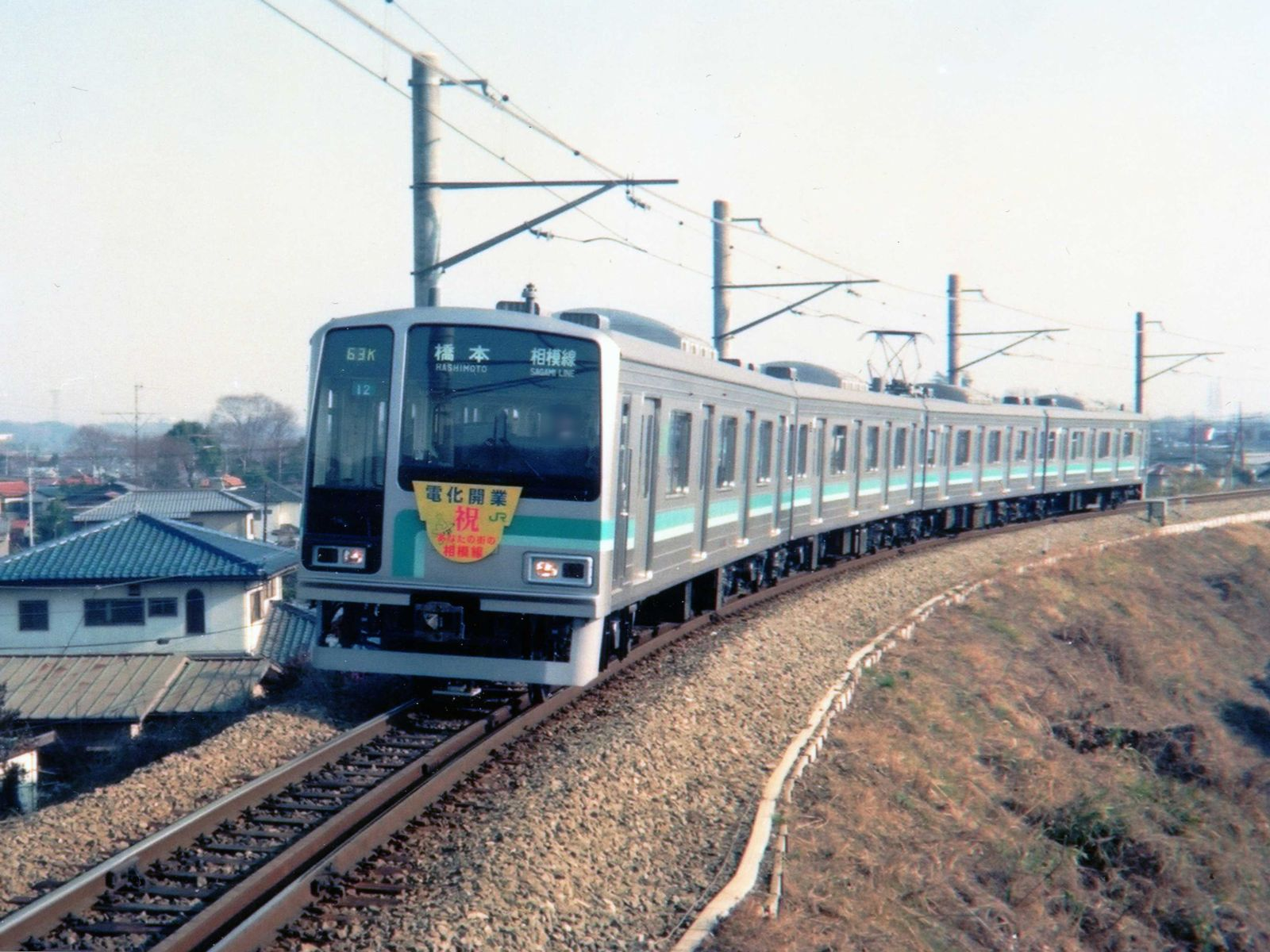
電化記念ヘッドマークをつけて走る205系500番台（1991年3月17日 上溝駅）

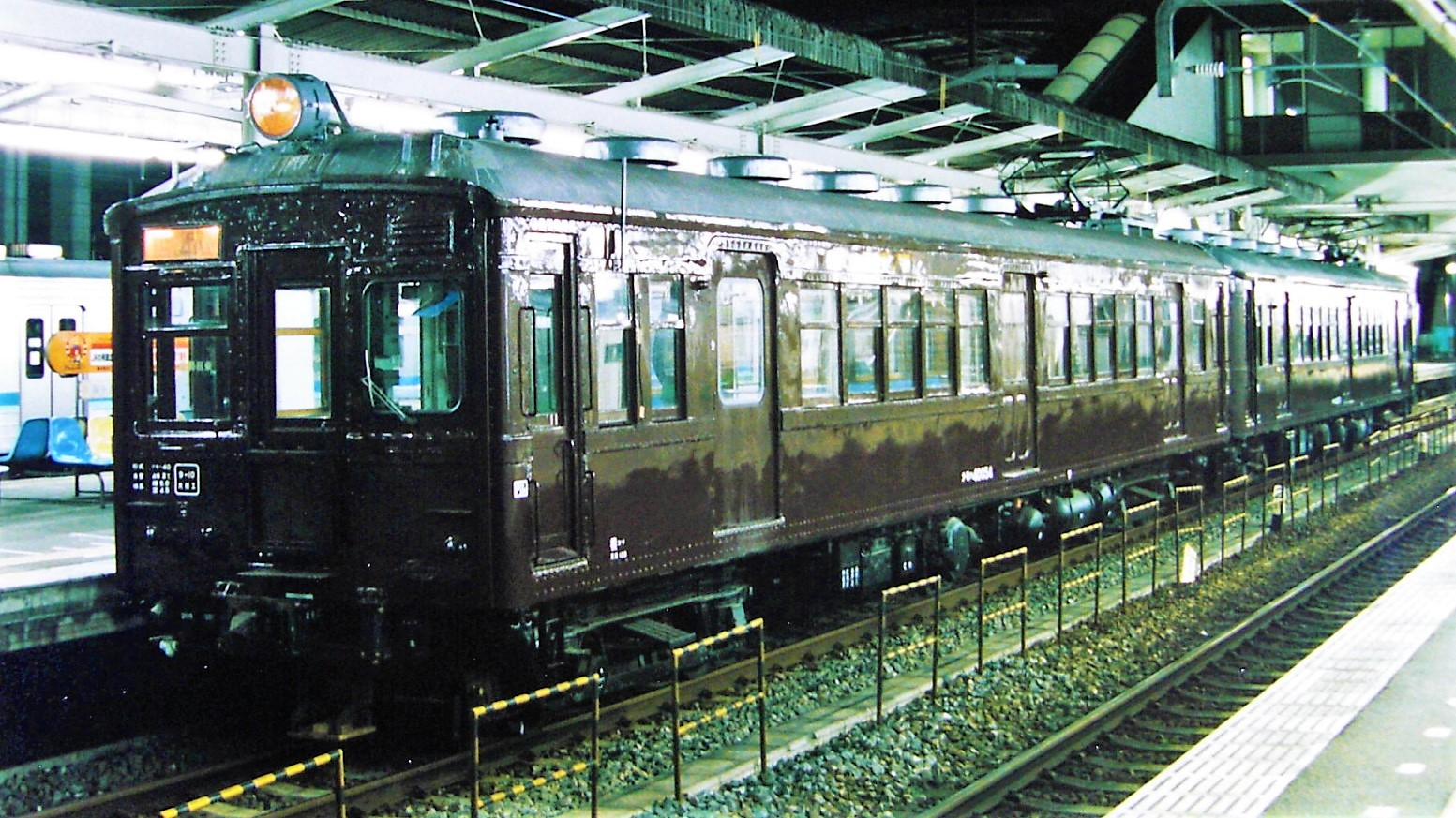
当線経由で回送されたクモハ40形電車 40054＋40074（1998年5月5日未明　橋本駅）

- 1987年（昭和62年）4月1日：国鉄分割民営化により東日本旅客鉄道が承継。日本貨物鉄道が茅ケ崎駅 - 厚木駅間、南橋本駅 - 橋本駅間の第二種鉄道事業者となる。厚木駅 - 南橋本駅間の貨物営業が廃止。
- 1989年（平成元年）3月6日：電化工事着工[40]。
- 1990年（平成2年）：南武線用205系で電化に伴う訓練列車運転[注釈 5]。
- 1991年（平成3年）3月16日：全線電化[41]。205系500番台電車営業運転開始。キハ30・35形気動車使用終了。茅ケ崎駅 - 厚木駅間および相武台下駅 - 橋本駅間の閉塞方式がタブレット閉塞式から自動閉塞式（特殊）に変更。これにより、全線自動閉塞式（特殊）となった。
- 1996年（平成8年）
  - 10月1日：東日本旅客鉄道横浜支社の発足に伴い、全線の管轄が東京地域本社（現・首都圏本部）から横浜支社に変更される。
  - 12月1日：相模線用車両を豊田電車区（現・豊田車両センター）から国府津電車区（現・国府津車両センター）に転属。
- 1997年（平成9年）
  - 7月1日：日本貨物鉄道の南橋本駅 - 橋本駅間の第二種鉄道事業 (2.0km) が廃止。
  - 11月13日：茅ヶ崎車掌区と茅ヶ崎運転区を統合し、茅ヶ崎運輸区が発足。
- 1998年（平成10年）
  - 5月5日 - 5月6日：青梅線のイベントに使用するため、国府津電車区（現・国府津車両センター）配置のクモハ40形2両を東海道貨物線 - 当線 - 横浜線経由で往復とも終電後の深夜帯に回送。旧性能電車が当線を自力走行したのは本件が唯一の事例である。
  - 9月28日：茅ケ崎駅 - 厚木駅間の定期貨物列車がこの日で運転終了。相模鉄道への甲種輸送のため、日本貨物鉄道の第二種鉄道事業免許は引き続き残されている。
- 2006年（平成18年）5月20・21日：「相模線から お座敷列車で行く新緑の上高地」として485系「やまなみ」を使用した団体臨時列車を茅ケ崎駅 - 松本駅間で運行。
- 2011年（平成23年）
  - 2月27日：電化開業から20周年を記念し、115系（豊田車両センター配置）3両編成を使用した団体臨時列車を海老名駅 - 茅ケ崎駅 - 熱海駅 - 横浜駅間にて運行[42]。
  - 3月14日：11日に発生した東日本大震災に伴う輪番停電の影響を受けて、この日から終日全線で運転が見合せとなる。その後、3月20日[43]から寒川駅 - 茅ケ崎駅間で、3月28日から橋本駅 - 寒川駅間で運転が再開されたものの、全線の運転が再開されるまでに約2週間を要した。これは、相模線が他の路線のようなJR自前の変電所を持たず、東京電力からの電力供給に依存していたことが原因であった[43]。
- 2015年（平成27年）
  - 3月14日：ダイヤ改正により、朝夕の横浜線直通列車が10往復から6往復に減便。
  - 3月22日：「さがみロボット産業特区」のPRのため、9月末まで相模線の1編成（R13編成）をラッピングした「アトムトレイン」を運行。
  - 12月12日：団体臨時列車として485系「彩」を使用した「Shu-Shu Train」を橋本駅 - 茅ケ崎駅 - 根府川駅 - 横浜駅間で運行。
- 2016年（平成28年）4月2日：団体臨時列車として485系「彩」を使用した「Shu-Shu Train2」を橋本駅 - 茅ケ崎駅 - 根府川駅 - 横浜駅間で運行。
- 2020年（令和2年）
  - 4月4日：静岡デスティネーションキャンペーンアフターキャンペーンの一環で、団体専用列車として651系1000番台IR01編成を使用した「伊豆クレイル」を橋本駅 - 伊豆急下田駅間で運行予定であったが、新型コロナウイルス感染症（COVID-19）拡大防止のため、運転中止となった。
  - 4月8日：改正・新型インフルエンザ等対策特別措置法に基づく新型コロナウイルス緊急事態宣言の発令を受け、この日から茅ケ崎駅 - 橋本駅間の全駅でドア開閉ボタンの使用を中止し、自動でドアを開閉。
  - 12月21日：この日から茅ケ崎駅、海老名駅、橋本駅で当駅始発、折り返し電車に限り、ドア開閉ボタンの使用を再開する。
- 2021年（令和3年）
  - 11月18日：E131系500番台電車の営業運転を開始[44]。
  - 12月1日：全駅でドア開閉ボタンの使用が再開される。
- 2022年（令和4年）
  - 2月25日：205系500番台電車の運用終了。
  - 3月12日：ダイヤ改正により、全ての列車をE131系電車によるワンマン運転に統一し、横浜線（橋本駅 - 八王子駅間）への乗り入れを終了[45]。
- 2026年（令和8年）7月1日（予定）：支社制から事業本部制への再編に伴い、それまでの横浜支社の管轄から、茅ヶ崎駅 - 入谷駅間を湘南伊豆事業本部、相武台下駅 - 橋本駅間を横浜事業本部の管轄に変更[46]。

## 運行形態
すべての列車が線内運転の各駅停車で、他線区との直通運転は行われていない。全列車でワンマン運転を行うが、車内で運賃の収受を行わない「都市型ワンマン」で、各車両の全ての扉から乗り降りができる。
茅ケ崎駅 - 橋本駅間の全線通し運転を基本とし、日中は20分間隔で運行される。このほか、茅ケ崎駅 - 海老名駅間の区間列車もある。かつての非電化時代には、橋本駅 - 南橋本駅、原当麻駅、厚木駅間、茅ケ崎駅 - 寒川駅間などの区間運転も行われていた。また、両運転台気動車による単行運転の列車も存在した。1991年の電化後もしばらくは橋本駅 - 厚木駅間の区間運転が下り始発・上り最終に1往復設定されていたが、茅ケ崎駅まで延伸されて消滅した。
旅客列車が運行されるほか、相模鉄道向け車両の甲種輸送列車が運転される。2021年現在、厚木駅経由の相模鉄道への甲種輸送などは、昼間に貨物列車のダイヤ設定がなくなったため、深夜帯に臨時貨物列車として運転されている。
列車交換のために特定の駅（交換駅）ごとに停車時間が2分 - 5分と長めに取られているため、茅ケ崎駅 - 橋本駅間で所要時間が最速列車（下り始発の49分）に比べて最大24分遅くなる列車がある。
- 下り 北茅ケ崎駅・寒川駅・倉見駅・社家駅
- 上り 社家駅・倉見駅・北茅ケ崎駅

かつては朝夕の一部列車は橋本駅から横浜線に乗り入れて八王子駅まで運転されていた。この八王子駅発着列車は2015年3月13日までは10往復設定されていたが、翌14日のダイヤ改正で6往復に減便され、2022年3月12日のダイヤ改正で相模線のワンマン運転開始に伴い横浜線との直通運転は終了した。

## 使用車両

### 現在の使用車両
E131系500番台（国府津車両センター配置）
4両編成12本（計48両）製造。2021年11月18日運行開始。相模線では2022年3月以降この車両のみが使用されている。半自動ドアを採用し、相模線内では半自動ドアで運用されている。

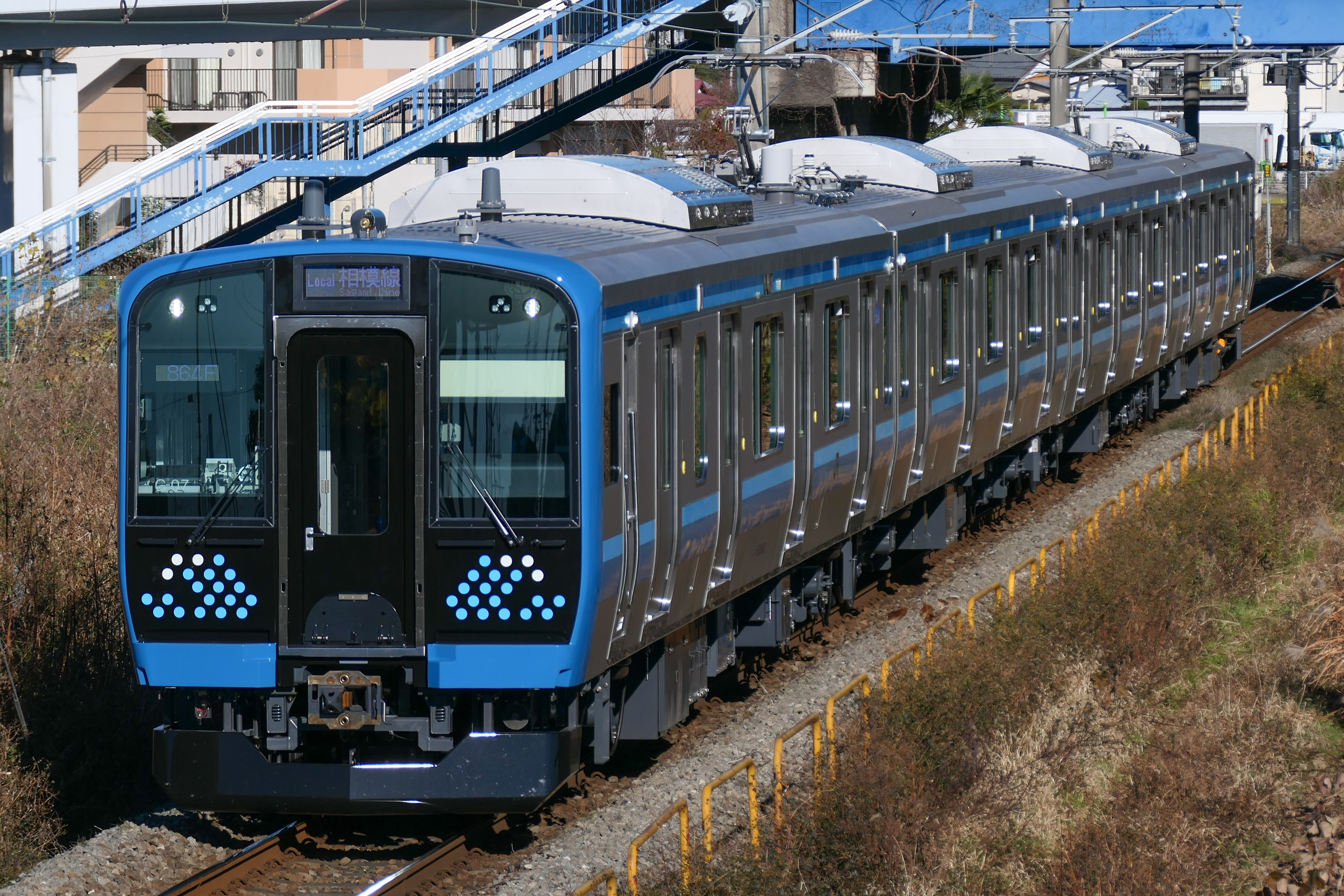
E131系500番台 （2021年11月28日 相武台下駅 - 入谷駅間）

### 過去の主な使用車両

#### 気動車

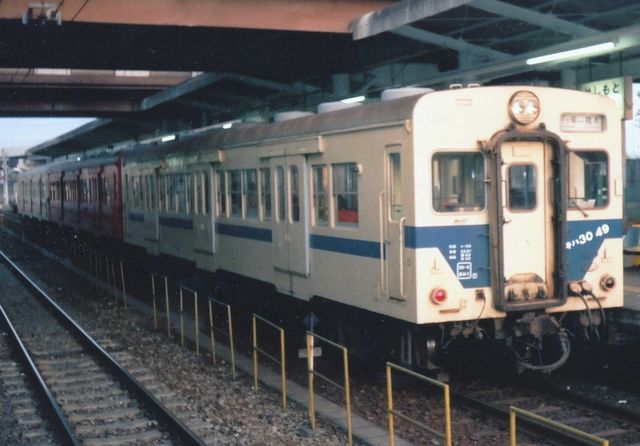
電化前に使用されていたキハ35系（1988年頃、橋本駅）

相模線は国鉄分割民営化当時、JR東日本の東京近郊区間内では、八高線とともに気動車が運転される数少ない線区であった。1991年に相模線が電化されたことにより、神奈川県は当時鉄軌道が存在していなかった沖縄県以外では日本で初めて気動車による定期旅客列車が存在しない（貨物専用線を除く県内すべての鉄道旅客路線が電化されており、なおかつ他線区から乗り入れる気動車列車が全くない）県となった。
また、横浜市金沢区の東急車輛製造（現・総合車両製作所横浜事業所）で落成した全国各地向け気動車の公式試運転路線としても有名であった。北海道向けから九州向けまでの車両を見ることもできたことは、夏季に見られた房総線（現在の内房・外房・成田線にあたる）の臨時快速で全国から駆り出された（あるいは試運転前提で投入された）各地域仕様気動車が見られた千葉地区に次ぐものである。
過去には以下の車両を使用していた。
- キハ04形・キサハ04形200番台
  - 1963年2月9日にキサハ04 202が廃車となり、当線から本系列は消滅した。
- キハ10形・キハ16形・キハ17形・キハユニ16形[50]
  - 気動車の首都圏色（朱色5号一色）は、1976年に当線で運用されていたキハ10 61に施されたのが初めてである[51]。首都圏色はその後日本全国に波及した。
  - キハ16形は5・6・24・64の4両のみ配属。キハ17形は30・357の2両のみ配属。キハユニ16形は2・6の2両のみ配属。
  - キハ10 23-26の4両は当線新製配属車両である。
  - 1980年3月17日にキハ10 42が廃車となり、当線から本系列は消滅した。
- キハ20形
  - 1958年にキハ20 206-211の6両が新製配属されるも、209・210を残して早期に転出。1976年にはキハ20 281が転入するも1981年前半に一旦当線においては形式消滅。その後キハ20 56が1981年後半に転入し、1982年まで運用された。
- キハ30形・キハ35形・キハ36形
  - 気動車において地域別のカラーリングを採用したのは、1986年に当線で運用されていたキハ30 25に対して、クリーム1号地に青20号の帯というデザインが施されたものが初めてである[52]（このカラーリングは、茅ケ崎駅の乗り換え専用跨線橋の内装デザインにも使われている）。1991年の電化完成で運用を終了した。寒冷地仕様の500番台車（車号は下記参照）、及びステンレス車のキハ35 904が1991年まで運用されていた。
  - キハ36形は2・3・37の3両のみ配属。
  - キハ30 41・42・67・77・97の5両は当線新製配属車両である。また、キハ30 26は福井機関区配属時代に正面左側に気笛増設工事が行われ、外見は気笛のシャッターが残されていた。
  - 寒冷地仕様の500番台車で当線に転入した車を以下に示す。
キハ30 505・506、キハ35 513-520・524・531
  - 1991年まで運用されていた車両のうち、キハ30 62はいすみ鉄道国吉駅に保存され、キハ30 100は水島臨海鉄道に譲渡されて運用されている。この2両は当線電化後に久留里線へ転属し、2012年の車両置き換えまで運用されていたものである。
- キハ26形400番台
  - キハ26 428の1両のみ配属。

#### 電車
- 205系500番台（国府津車両センター配置）
4両編成。車体の帯は水色濃淡2色（■■）である。1991年製の車両で、新造編成としては205系の最終形態である[注釈 7]。
相模線では電化以前（少なくとも1976年以降）よりドアの開閉を12月から3月まで半自動ドアで行っていた（一部35系の半自動装置非装備車を除く）が、電化以後のこの車両では、当時としては最新型のボタン式半自動ドアを採用し、通年で使用していた。ただし直通先の横浜線内では車掌の一括操作によりすべてのドアを開閉していた。橋本駅では八王子行も含めて相模線ホームに発着のため半自動扱いとなっていた（2020年4月8日より、新型コロナウイルス感染症対策として、始発駅と終着駅を除き、すべての区間でドアが自動開閉するようになっていた[53]が、2021年12月1日より全区間で半自動扱いに戻った）。2022年2月25日をもって定期運用を終了した[54]。

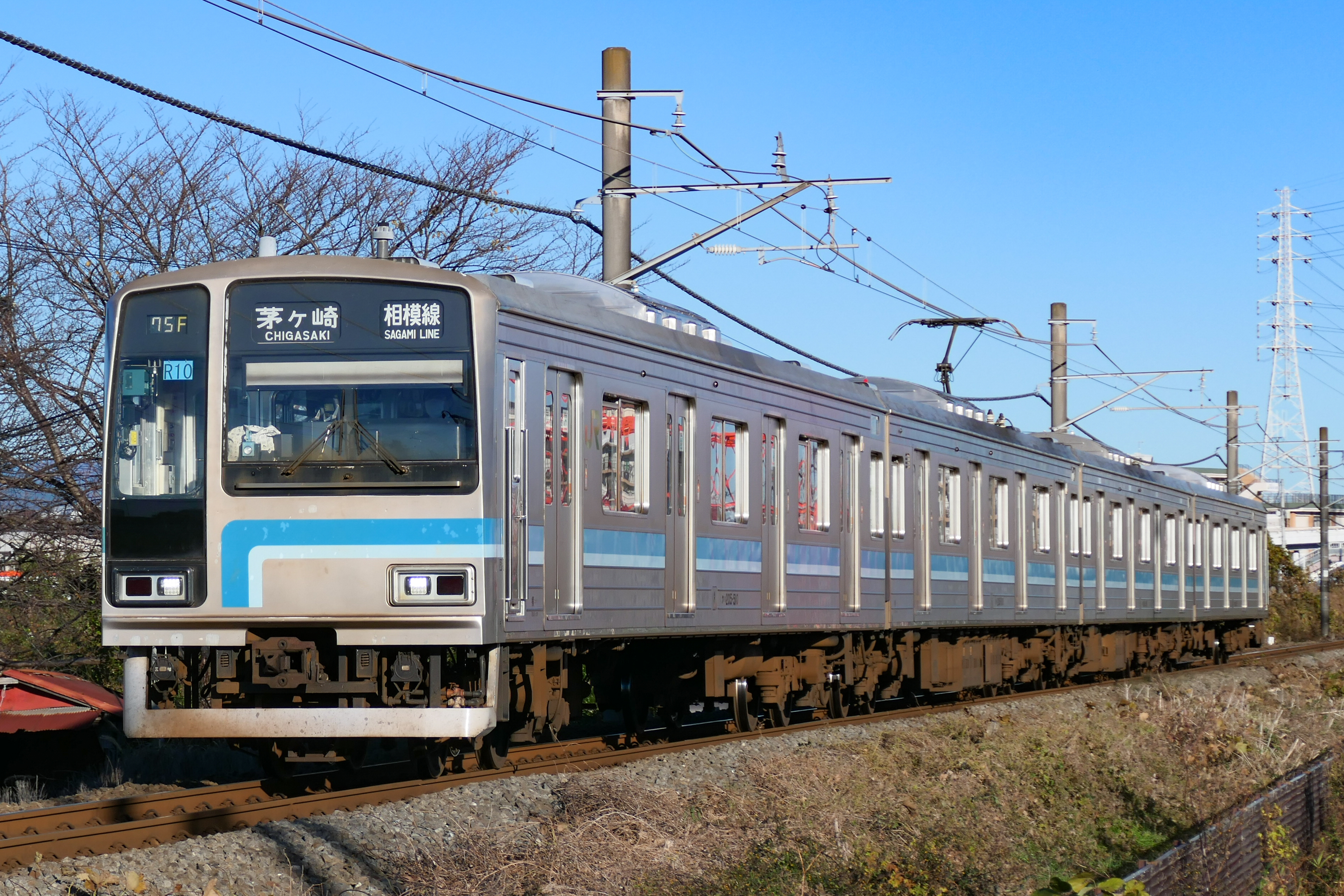
205系500番台 （2021年11月28日 入谷駅 - 海老名駅間）

#### 相模鉄道時代の車両
| 年度      | 蒸気機関車 | 内燃動車 | 客車 | 貨車 | 貨車 |
| 年度      | 蒸気機関車 | 内燃動車 | 客車 | 有蓋 | 無蓋 |
| --------- | ---------- | -------- | ---- | ---- | ---- |
| 1921      | 2          |          | 2    |      | 11   |
| 1922      | 2          |          | 2    |      | 14   |
| 1923      | 2          |          | 2    |      | 20   |
| 1924-1925 | 4          |          | 2    |      | 20   |
| 1926      | 6          |          | 6    | 2    | 154  |
| 1927      | 9          |          | 6    | 2    | 166  |
| 1928-1930 | 9          |          | 6    | 2    | 166  |
| 1931      | 9          |          | 6    | 2    | 156  |
| 1932      | 7          | 4        | 6    | 2    | 156  |
| 1933-1934 | 5          | 4        | 6    | 2    | 154  |
| 1935-1937 | 5          | 8        | 6    | 2    | 154  |

## 駅一覧
- 全列車各駅停車（全駅に停車）
- 線路（全線単線） … ◇・∨・∧：列車交換可、｜：列車交換不可
- 全駅神奈川県内に所在。

| 駅名       | 営業キロ | 営業キロ | 接続路線                                                                    | 線路 | 所在地        | 所在地        |
| 駅名       | 駅間     | 累計     | 接続路線                                                                    | 線路 | 所在地        | 所在地        |
| ---------- | -------- | -------- | --------------------------------------------------------------------------- | ---- | ------------- | ------------- |
| 茅ケ崎駅   | -        | 0.0      | 東日本旅客鉄道： 東海道線 (JT 10)（■湘南新宿ライン・■上野東京ラインを含む） | ∨    | 茅ヶ崎市      | 茅ヶ崎市      |
| 北茅ケ崎駅 | 1.3      | 1.3      |                                                                             | ◇    | 茅ヶ崎市      | 茅ヶ崎市      |
| 香川駅     | 2.1      | 3.4      |                                                                             | ｜   | 茅ヶ崎市      | 茅ヶ崎市      |
| 寒川駅     | 1.7      | 5.1      |                                                                             | ◇    | 高座郡 寒川町 | 高座郡 寒川町 |
| 宮山駅     | 2.1      | 7.2      |                                                                             | ｜   | 高座郡 寒川町 | 高座郡 寒川町 |
| 倉見駅     | 1.4      | 8.6      |                                                                             | ◇    | 高座郡 寒川町 | 高座郡 寒川町 |
| 門沢橋駅   | 1.4      | 10.0     |                                                                             | ｜   | 海老名市      | 海老名市      |
| 社家駅     | 1.6      | 11.6     |                                                                             | ◇    | 海老名市      | 海老名市      |
| 厚木駅     | 2.6      | 14.2     | 小田急電鉄： 小田原線 (OH33) 相模鉄道：厚木線（貨物線）                     | ｜   | 海老名市      | 海老名市      |
| 海老名駅   | 1.7      | 15.9     | 小田急電鉄： 小田原線 (OH32) 相模鉄道： 相鉄本線 (SO18)                     | ◇    | 海老名市      | 海老名市      |
| 入谷駅     | 3.0      | 18.9     |                                                                             | ｜   | 座間市        | 座間市        |
| 相武台下駅 | 1.7      | 20.6     |                                                                             | ◇    | 相模原市      | 南区          |
| 下溝駅     | 2.9      | 23.5     |                                                                             | ｜   | 相模原市      | 南区          |
| 原当麻駅   | 1.3      | 24.8     |                                                                             | ◇    | 相模原市      | 南区          |
| 番田駅     | 2.1      | 26.9     |                                                                             | ◇    | 相模原市      | 中央区        |
| 上溝駅     | 1.5      | 28.4     |                                                                             | ｜   | 相模原市      | 中央区        |
| 南橋本駅   | 2.9      | 31.3     |                                                                             | ◇    | 相模原市      | 中央区        |
| 橋本駅     | 2.0      | 33.3     | 東日本旅客鉄道： 横浜線 (JH 28) 京王電鉄： 相模原線 (KO45)                  | ∧    | 相模原市      | 緑区          |

2022年度の時点で、JR東日本自社による乗車人員集計の除外対象となる駅（完全な無人駅）は、宮山駅・倉見駅・門沢橋駅・社家駅・入谷駅・相武台下駅・下溝駅・番田駅である。

### 発車メロディ
2022年3月12日のダイヤ改正でのワンマン運転化に伴い、全ての駅で発車メロディの使用が停止された。同日以降は、E131系の車外スピーカーより「Water Crown」及び「Gota del Vient」が流される。
ワンマン運転化以前、相模線内各駅の発車メロディは、後述する茅ケ崎駅を除き、他線区にはない「近郊地域20番」「近郊地域20-1番」（旭電通（現・東洋メディアリンクス）製）と鉄道愛好家の中で通称されている曲のみとなっていた。かつては2001年の高架化から2016年まで上溝駅で「せせらぎ」（日本電音製）のフェードアウト版が使用されていた（さらにその前は「近郊地域20番」を使用していた）。近郊地域20番は橋本駅・原当麻駅・海老名駅・厚木駅・寒川駅の各駅で使用されている（橋本駅は余韻が短い。以前は総武本線の佐倉駅で使用されていた）。もう1曲の近郊地域20-1番は、南橋本駅・上溝駅・番田駅・下溝駅・相武台下駅・入谷駅・社家駅・倉見駅・門沢橋駅・宮山駅・香川駅・北茅ケ崎駅の各駅で使用されていた。電化され駅自動放送が導入された当初は、全駅が近郊地域20番に統一されていた。2021年9月28日より、茅ケ崎駅で加山雄三の「海 その愛」の使用が開始され、合わせて加山の復元音声による啓発放送の使用も開始された。なお、変更前は「ベル・高音」と「ベル・低音」が使用されていた。
また、駅自動放送は茅ケ崎駅・橋本駅がATOS型、海老名駅・原当麻駅が旭型放送（詳細型）、寒川駅が巌根型放送、それ以外の駅は巌根・館山型放送である。なお、以前は全駅とも東海道型放送（簡易型）、上溝駅は2001年の高架化から2016年までユニペックス型放送、海老名駅・原当麻駅は2022年2月まで東海道型放送（詳細型）が使われていたが、放送装置更新や、駅舎リニューアルなどに伴い、現在の形になっている。

### 廃止区間
( )内は起点からの営業キロ。
寒川支線
寒川駅 (0.0km) - 西寒川駅 (1.5km) - 四之宮駅 (2.0km)
寒川駅 (0.0km) - 川寒川駅 (0.9km) （貨物線）

### 廃駅・廃止信号場
#廃止区間にある駅を除く。括弧内は茅ケ崎駅起点の営業キロ
- 円蔵停留場：1944年廃止、北茅ケ崎駅 - 香川駅間（1940年の移転前は2.0km、移転後は不明）
- 香川台停留場：1943年休止、北茅ケ崎駅 - 香川駅間
- 山王原信号場：1949年廃止、社家駅 - 厚木駅 (12.9km)
- 中新田停留場：1943年休止、社家駅 - 厚木駅間 (13.9km)
- 上今泉停留場：1943年休止、海老名駅 - 入谷駅間 (17.3km)
  - 井戸坂踏切の橋本寄りの東側にあった。現在でも不自然な空間があり駅のホームがあった場所が見てとれる。
  - 郷土出版社「目で見る大和・座間・海老名・綾瀬の100年」に上今泉駅の写真が1枚掲載されており、40m程のホームがあったことが画像から分かる。
- 本座間停留場：1944年廃止、入谷駅 - 相武台下駅間 (19.7km)
- 上磯部停留場：1943年休止、相武台下駅 - 下溝駅間 (22.6km)
- 作ノ口停留場：1943年休止、上溝駅 - 南橋本駅間 (30.2km)

### 駅別乗車人員上位10駅
JR東日本調べ 1日平均（2023年度）
| 順位 | 駅名       | 人数   |
| ---- | ---------- | ------ |
| 1    | 橋本駅     | 59,596 |
| 2    | 茅ケ崎駅   | 51,508 |
| 3    | 海老名駅   | 13,786 |
| 4    | 寒川駅     | 6,447  |
| 5    | 厚木駅     | 6,180  |
| 6    | 上溝駅     | 5,915  |
| 7    | 香川駅     | 5,611  |
| 8    | 南橋本駅   | 5,295  |
| 9    | 原当麻駅   | 4,568  |
| 10   | 北茅ケ崎駅 | 2,817  |

（ランキングにない駅は無人駅のためデータ非公表）

## 全線複線化問題
現在の相模線は全線が単線であるとともに、快速などの優等列車の運行がなく基本的に各駅停車のみであり、行き違いを行う列車の待ち合わせのため、朝夕の通勤時間帯は日中より列車の所要時間がかかる。例として、特に上溝駅から橋本駅までは通常6分のところが13分と倍以上かかっている。また、相模原市南区の駅の利用者も10年間で30%以上も増えており、混雑が増加しているという課題を抱えている。
また、上下の列車の行き違いのできない駅が7か所もあり、特に上溝駅は、2001年に高架化されたものの、行き違いホームが住民の要望に反して設置されなかった。相模原市と小田急電鉄は、多摩線の上溝駅までの延伸計画を考えているのに、上溝駅の行き違い化を行わなかったことは、小田急線の延伸についてやる気がないという意味でもあると住民は異を唱えている。
そのため、相模線の複線化や、厚木駅 - 海老名駅で並走する相鉄厚木線を経由して相鉄線と相互乗り入れなどを進めようと、住民や行政が促進運動を大々的に展開している。

## 平均通過人員
各年度の平均通過人員（人/日）は以下のとおりである。1987年度（昭和62年度）から2007年度（平成19年度）にかけて平均通過人員が急激に増加していた。
| 年度                   | 平均通過人員（人/日） | 出典   |
| 年度                   | 茅ケ崎 - 橋本         | 出典   |
| ---------------------- | --------------------- | ------ |
| 1987年度（昭和62年度） | 9,268                 | [ 63 ] |
| 1992年度（平成04年度） | 17,438                | [ 63 ] |
| 1997年度（平成09年度） | 20,397                | [ 63 ] |
| 2002年度（平成14年度） | 20,220                | [ 63 ] |
| 2007年度（平成19年度） | 25,402                | [ 63 ] |
| 2011年度（平成23年度） | 24,633                | [ 64 ] |
| 2012年度（平成24年度） | 25,956                | [ 64 ] |
| 2013年度（平成25年度） | 26,976                | [ 64 ] |
| 2014年度（平成26年度） | 26,911                | [ 64 ] |
| 2015年度（平成27年度） | 28,176                | [ 64 ] |
| 2016年度（平成28年度） | 28,903                | [ 65 ] |
| 2017年度（平成29年度） | 29,379                | [ 65 ] |
| 2018年度（平成30年度） | 29,643                | [ 65 ] |
| 2019年度（令和元年度） | 29,412                | [ 65 ] |
| 2020年度（令和02年度） | 21,093                | [ 65 ] |
| 2021年度（令和03年度） | 23,483                | [ 66 ] |
| 2022年度（令和04年度） | 25,972                | [ 66 ] |
| 2023年度（令和05年度） | 27,706                | [ 67 ] |